# Restaurant en France

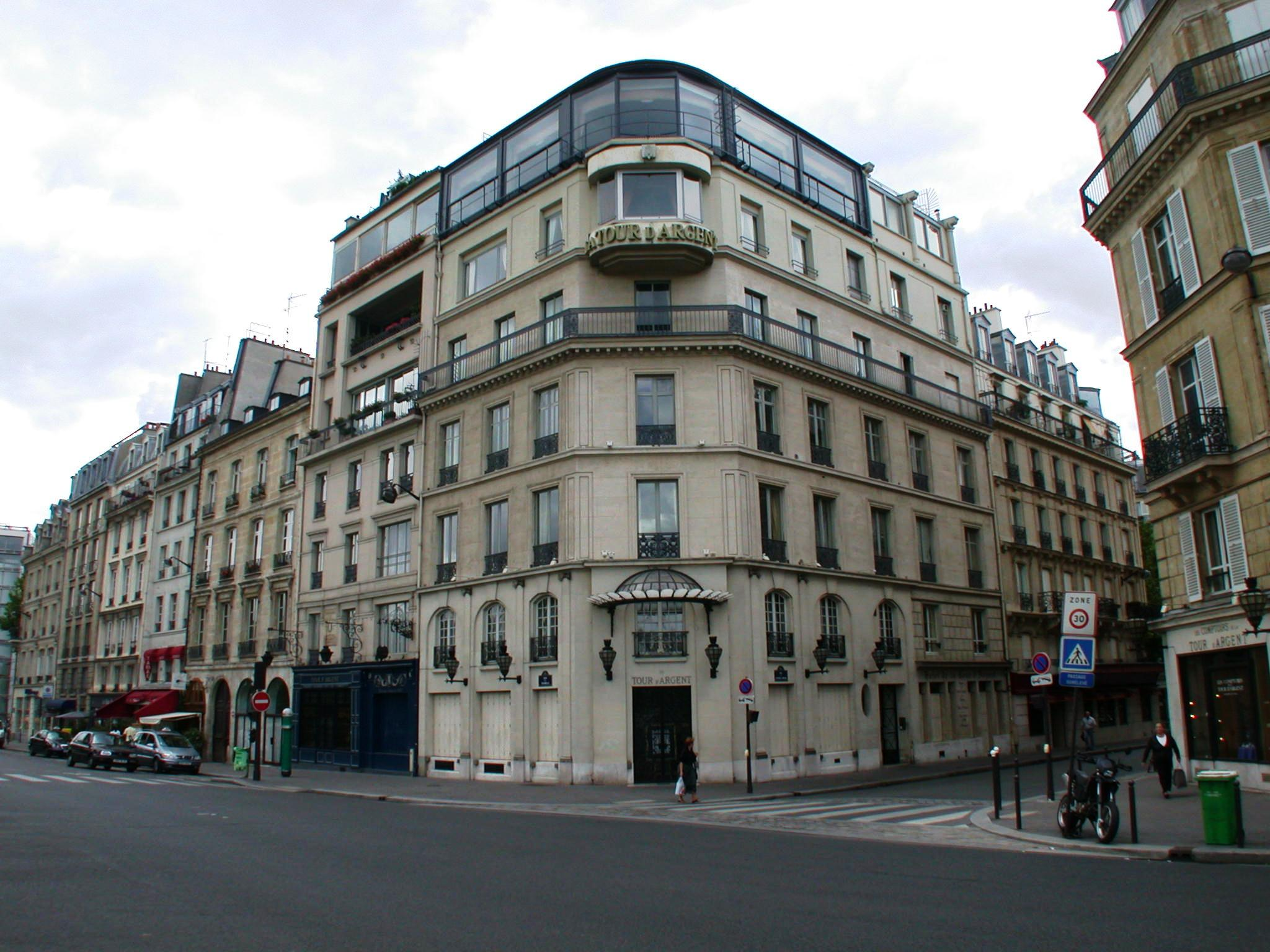
Le restaurant La Tour d'Argent à Paris.

L'histoire du restaurant en France s'étend sur plusieurs siècles. Elle trouve son origine en 1765, quand un marchand de bouillon nommé Boulanger commence à vendre ses « bouillons restaurants », puis trouve son essor dans la Révolution française.
Au siècle suivant, elle se démocratise grâce à la révolution industrielle, puis connaît ses premiers guides gastronomiques.
Enfin, les chaînes américaines et cuisines traditionnelles étrangères font leur arrivée dans la France contemporaine.

## Genèse du restaurant sous l'Ancien Régime

### Contexte: les ancêtres du restaurant
Dans la France de l'Ancien Régime, et depuis le Moyen Âge, des professionnels proposent des plats cuisinés aux habitants des villes ne pouvant ou ne voulant pas prendre leurs repas à leur domicile comme aux voyageurs de passage. Organisés en corporations, ces professionnels vendent certains types de nourriture tandis que d'autres types sont réservés à d'autres professionnels, membres d'une autre corporation.
Ainsi, les cuisiniers traiteurs peuvent organiser noces, banquets, festins. Les rôtisseurs peuvent vendre des viandes rôties mais aussi trois plats de viande bouillie et trois plats de fricassée ; mais uniquement dans leur boutique, il ne leur est pas permis d'aller les servir ailleurs. Pour leur part, les taverniers, cabaretiers, et autres marchands de vin, se voient interdire de cuisiner et fournir autres choses que la boisson. En réalité les choses ne sont pas aussi simples. Les taverniers ne délivrent que du vin, les cabaretiers servent du vin et des viandes, les aubergistes ne proposent qu'un seul plat à heure fixe et les traiteurs sont autorisés à vendre des sauces et ragoûts. Les charcutiers peuvent vendre des « chairs cuites » mais les pâtissiers ont le monopole de la vente des pâtés et des tourtes. Des accords peuvent être négociés entre corporations. Ainsi les charcutiers avec les traiteurs, accordant aux deux le droit de vendre des boudins et autres langues fourrées.
De nombreuses décisions de justice, voire d'arrêts du Parlement, montrent une lutte incessante pour conserver ses privilèges et, en même temps, pouvoir empiéter sur les privilèges des autres corporations. Dans la pratique, en dépit des règlements, on trouve des adresses ou l'on peut se restaurer. Un almanach de 1769 recense ainsi 590 traiteurs aubergistes et hôtels garnis à Paris, précisant que l'on peut : « y prendre des repas copieux, à vingt-six sous, composés d'une soupe, d'un bouilli, d'une entrée, pain, vin et un dessert ». Le restaurant ne surgit donc pas du néant.

### Le restaurateur Boulanger
Legrand d'Aussy relate que le terme de « restaurant » trouve son origine dans les « bouillons restaurants », habituellement servis aux femmes enceintes et aux personnes malades. En 1765, un marchand de bouillon nommé Boulanger devient le premier « restaurateur », rue des Poulies à Paris : il sert ces bouillons restaurants à d'autres personnes,. Ces bouillons, qui existent depuis le Moyen Âge, sont composés de viande, mais aussi, selon les recettes, de racines, d'oignons, d'herbes, d'épices, de sucre, de pain, voire de pétales de rose, de raisins ou d'ambre. D'autres sources suggèrent que Boulanger, surnommé « Champ d'Oiseaux » ou « Chantoiseau », a en réalité vécu rue Bailleul,.
Boulanger affiche sur sa porte la devise Venite ad me, omnes qui stomacho laboratis, et ego restaurabo vos (« Venez tous à moi, vous dont l’estomac crie misère, et je vous restaurerai »). Il invente le nom de « restaurant » dans son sens actuel : à toute heure de la journée, il propose chez lui de la nourriture servie à prix fixe.
Boulanger n'étant pas traiteur, il n'a pas le droit de vendre certains produits, dont les ragoûts et les plats en sauce, mais vend des volailles bouillies au gros sel et des œufs frais à ses clients,. Il vend aussi des pieds de mouton à la sauce blanche, ce qui empiète sur le terrain des traiteurs : d'après certains témoignages de contemporains, ils lui intentent un procès, mais le perdent. Boulanger baisse les prix et affiche la carte devant le restaurant afin que les clients sachent quelle sera la composition et le coût de leur repas.
L’Almanach du Dauphin de 1777 évoque non pas Boulanger comme l'inventeur de restaurant moderne en 1765 mais Messieurs Roze (ou Roze de Chantoiseau) et Pontaillé en 1766, locataires d'une partie de l’Hôtel d'Aligre rue Saint-Honoré. Il semble que le premier établissement rue des Poulies, n'étant pas situé dans un emplacement avantageux, ait été transféré rue Saint-Honoré. Le nom complet de Monsieur Roze de Chantoiseau et le surnom de Boulanger, désignant probablement la même personne, sont à l'origine de la confusion de ces sources. Rebecca Spang, arguant du fait qu'il ne subsiste aucune trace officielle du prétendu procès des traiteurs contre Boulanger et estimant que leur corporation, très diversifiée, était tolérante vis-à-vis de cette nouveauté, considère Roze comme le véritable « inventeur » du restaurant, dont l'innovation aurait consisté en une prévenance marquée pour le client qui aurait engendré « une nouvelle logique de sociabilité et de respectabilité »,.

## Impact de la révolution française sur les restaurants

### Prolifération des restaurants français

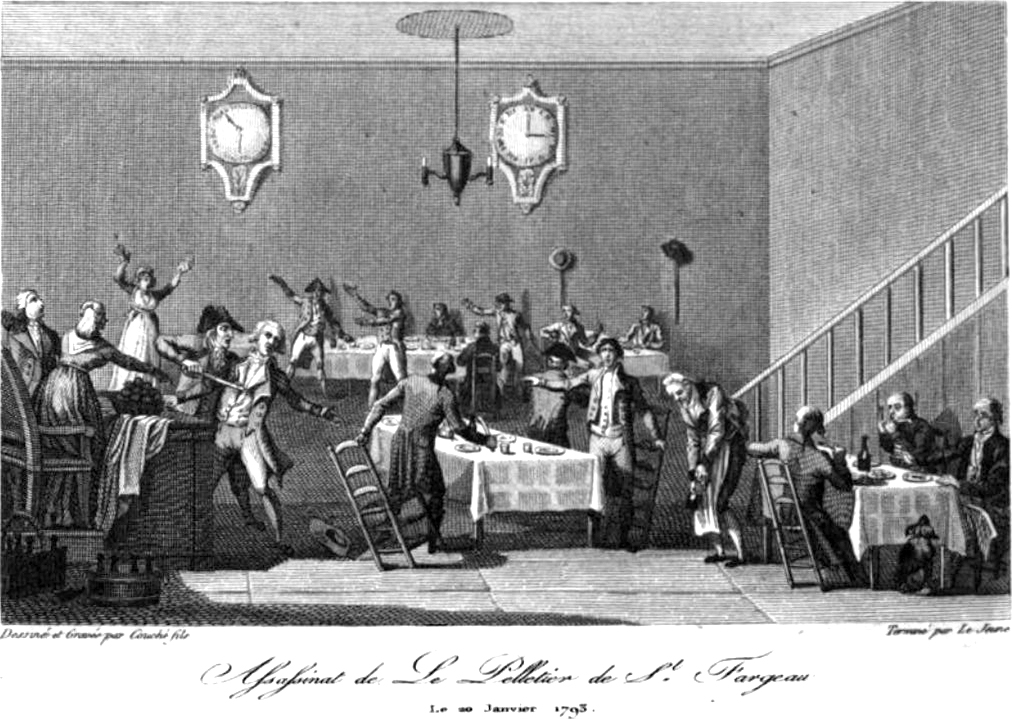
L’assassinat du conventionnel Lepeletier de Saint-Fargeau par Pâris chez Février, restaurateur au Palais-Royal, pour avoir voté la mort du roi.

À la Révolution française, l'émigration des aristocrates et leurs exécutions massives laissent le personnel de service, dont les cuisiniers, sans emploi. Les cuisiniers parisiens ouvrent les premiers établissements servant un menu à la carte. Ils nourrissent majoritairement les députés de province venus prendre part à l'Assemblée nationale. Les cuisiniers deviennent donc souvent restaurateurs. En 1789, on compte une centaine de restaurants dans le quartier du Palais-Royal à Paris ; trente ans plus tard, le nombre atteint 3 000 restaurateurs.
Pendant la Terreur, les restaurants prospèrent pour la bourgeoisie émergente. Ils sont hors de portée de la majorité de la population et sont surtout fréquentés par les bourgeois qui ont dû se séparer de leurs cuisiniers pendant la Révolution.
Les cuisiniers des députés suivent la tendance parisienne et ouvrent des restaurants en province. Ces restaurants servent souvent des spécialités locales qui n'existent pas à Paris, comme la brandade de morue et la bouillabaisse à Marseille.
Le service imite la mode de l'aristocratie : le service à la française laisse place au service à la russe moderne dans lequel le convive, assis à table, est servi d'un plat individuel. Le service à la russe arrive en France par le prince russe Kourakine dans les années 1810 et se répand progressivement à Paris puis dans le monde occidental. Son avantage principal est qu'il rend la facturation du repas beaucoup plus facile pour les restaurateurs.

### La Grande Taverne de Londres: le premier restaurant de luxe

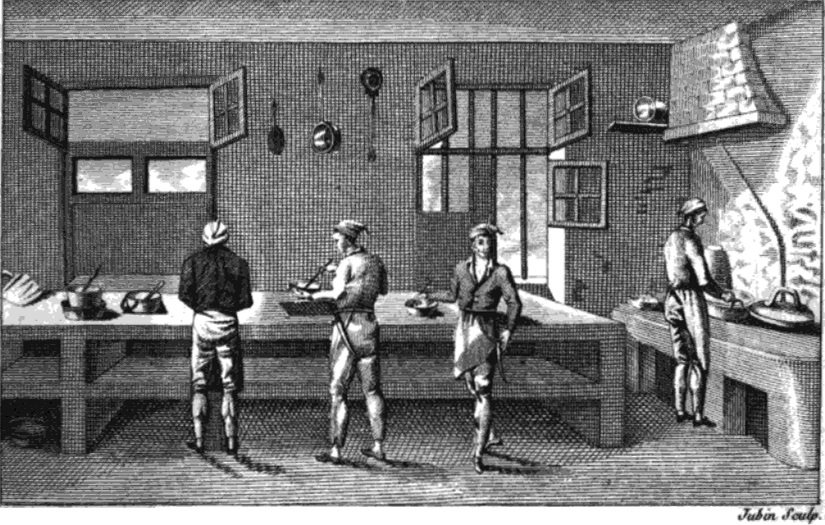
L'ouverture du livre L'Art de Cuisiner de Beauvilliers.

En 1782, Antoine Beauvilliers, ayant quitté le service du comte de Provence, ouvre un restaurant dont le nom profite de l'anglomanie du temps, La Grande Taverne de Londres. Il propose à ses clients de manger comme on le faisait à la cour. Si l'on en croit Alexandre Dumas, il est arrêté en 1793, son établissement confisqué est remis à celui qui l'a accusé ; mais un gardien de la prison l'aide à s'échapper. Beauvilliers part vivre en Angleterre. Il revient ensuite à Paris et ouvre à nouveau La Grande Taverne de Londres, au 26 rue de Richelieu à Paris. En 1790, il ouvre un établissement au Palais Royal simplement nommé « Le Beauvilliers ».
Antoine Beauvilliers y officie en costume à la française, l'épée au côté, tenant le rôle du parfait amphitryon. Le service des vins y est fait en bouteille, comme à Londres. Le menu inclut de la langue de bœuf fourrée et de la dinde en daube. Ce restaurant sera le premier grand restaurant français.
En 1814, Beauvilliers rédige l'ouvrage L'Art de cuisiner, qui définit la cuisine mais également des éléments de gestion d'un restaurant et de service à table. Le livre devient un ouvrage de référence pour grand nombre de restaurateurs et est traduit en plusieurs langues.

## Les restaurants français auXIXesiècle

### La démocratisation du restaurant
La révolution industrielle permet à une classe moyenne d'émerger. Les restaurants se démocratisent en parallèle et commencent à accueillir des ouvriers, des artisans et des étudiants. L'un des premiers à fonder un établissement populaire, offrant pour moins de 2 francs un plat consistant, est le boucher parisien Adolphe-Baptiste Duval (1811-1870), qui va fonder la chaîne Bouillon-Duval entre 1856 et 1870, continuée par son fils Alexandre (près de 250 bouillons),.
Les restaurants créés à la fin du dix-neuvième siècle s'appuient sur une décoration très travaillée, d'abord inspirée par l'Art nouveau puis par l'Art déco.

### La naissance des guides gastronomiques

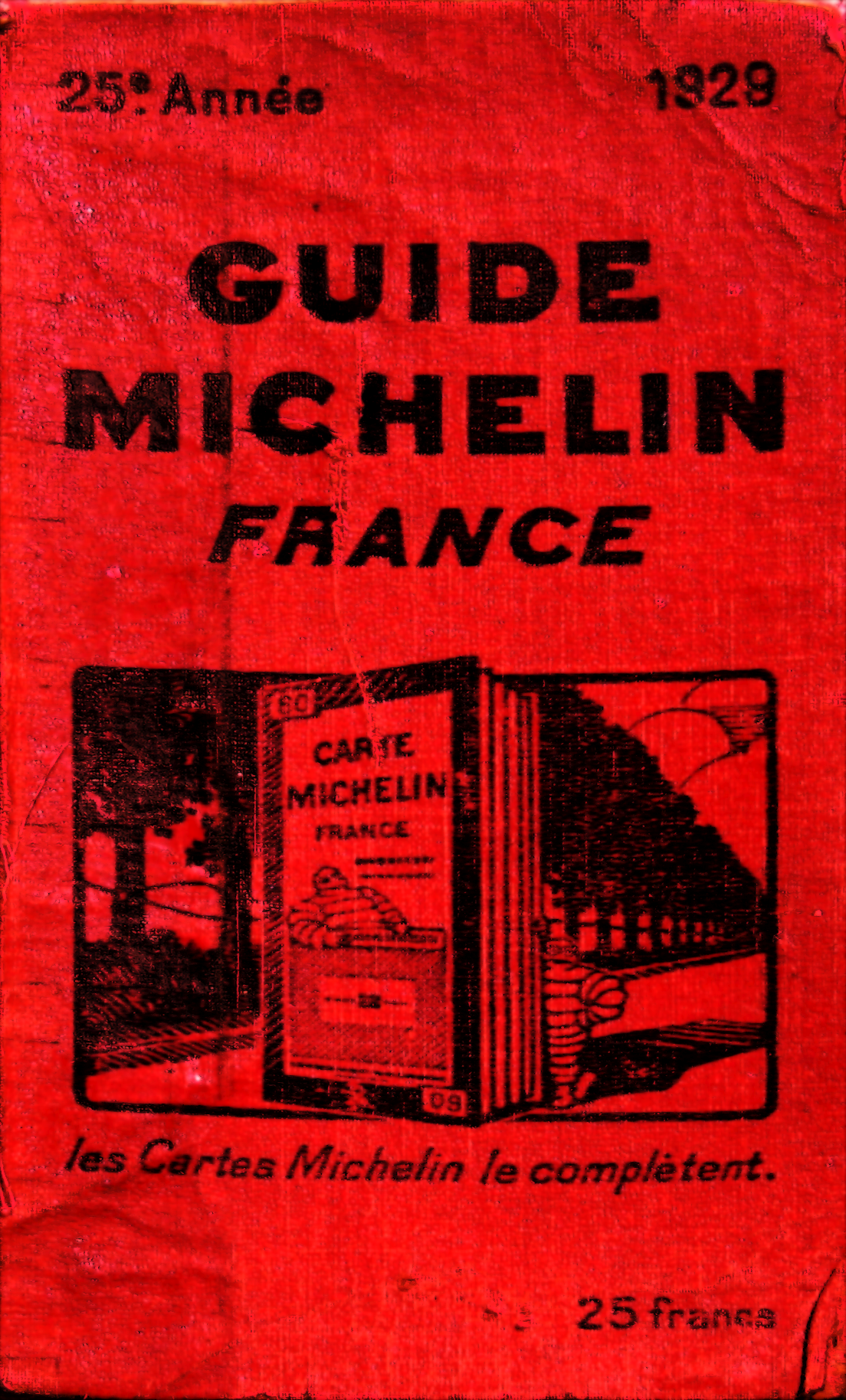
La couverture du Guide Michelin en 1929.

En 1803, Grimod de La Reyniere publie l'Almanach des Gourmets, dans lequel il publie la critique de restaurants parisiens. Il s'agit de la première critique gastronomique, et l'idée est rapidement reprise par la presse. En 1850, Les Petits-Paris publient des adresses de restaurants recommandés. Le guide Michelin fait son apparition en 1900 : destiné aux automobilistes, il devient rapidement une référence en termes de gastronomie.

## Le restaurant dans la France contemporaine

### Restauration rapide
En 1972, le premier McDonald's ouvre à Créteil : il s'agit du premier fast-food du pays, qui fait rapidement faillite. La chaîne lance un deuxième restaurant en 1979 à Strasbourg et obtient de meilleurs résultats.
Le 19 juillet 1980, la chaîne Quick ouvre son premier restaurant français sur le cours Mirabeau d'Aix-en-Provence. La même année, Burger King s'installe en France, mais elle fermera sa dernière enseigne du pays en 1997.
En 1982, Free Time ouvre ses portes : il s'agit d'une chaîne de restauration rapide « à la Française » où les sandwichs sont servis dans des baguettes. La chaîne est rachetée en 1988 par Quick.
En 1991, Kentucky Fried Chicken arrive en France au centre commercial Carrefour de Villiers-en-Bière. L'année suivante, le dernier Free Time ferme ses portes.
En 2007, Quick devient une société française. En décembre 2012, Burger King revient en France et en 2015, elle annonce son intention de racheter la chaîne Quick.

### Cuisines étrangères

#### Kebab

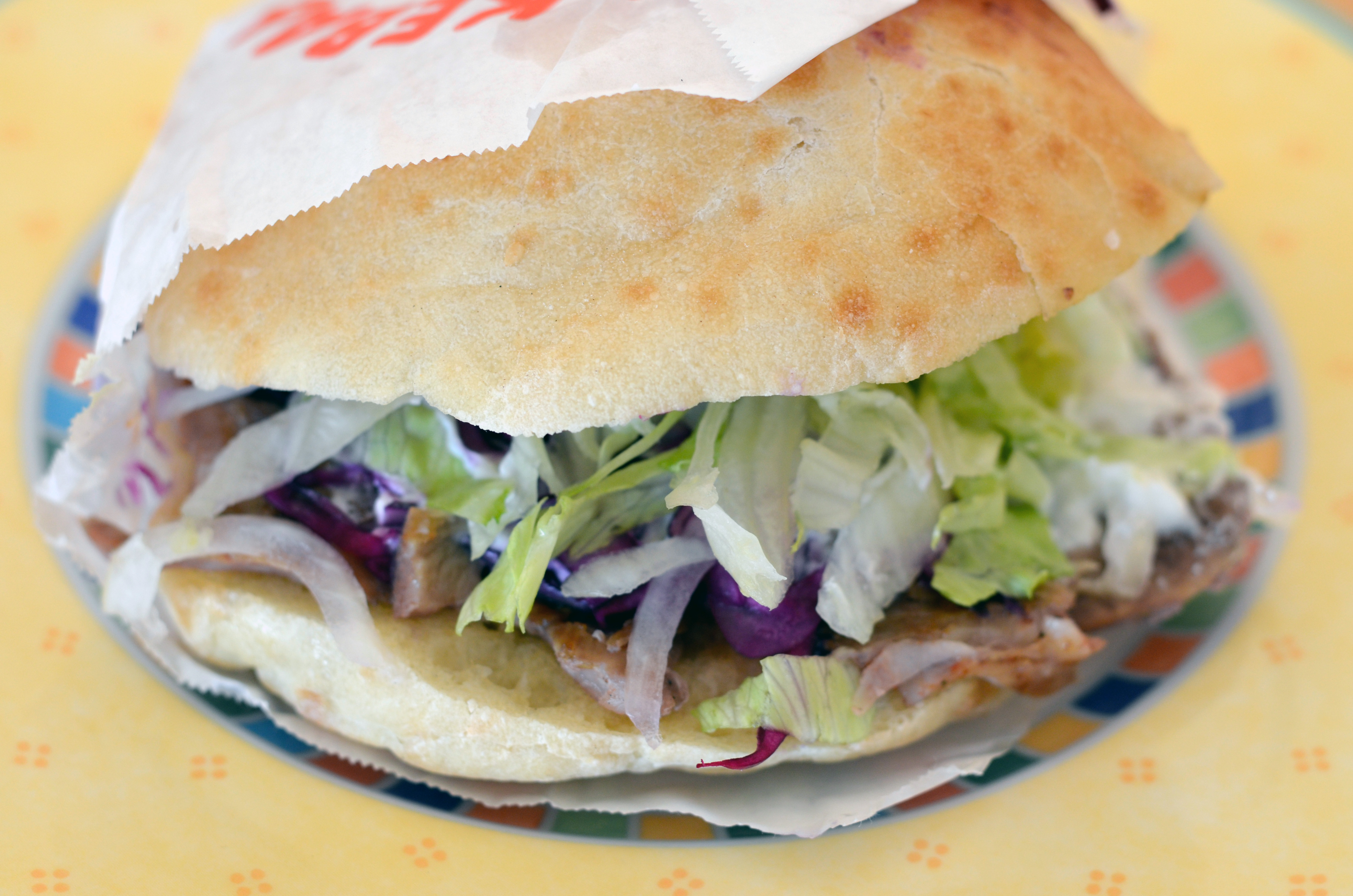
Un Döner Kebab allemand, similaire au kebab français à l'exception de son chou rouge.

De 1432 à 1433, Bertrandon de La Broquère effectue un pèlerinage en commençant par Jérusalem. Après son voyage, il rentre sans prendre le bateau, par les voies terrestres. C'est dans la ville de Bursa qu'il découvre le kebab, qui ne deviendra populaire que dans les années 1970 en Allemagne et qui arrivera ensuite en France. En France, on appelle parfois le kebab un « grec » en raison de la nationalité de nombre de traiteurs du Quartier latin de Paris.
En 2014, on compte 11 000 restaurants de kebab en France qui servent 310 000 000 de kebabs par an, ce qui fait de la France le second consommateur de kebabs après l'Allemagne.

#### Cuisine africaine

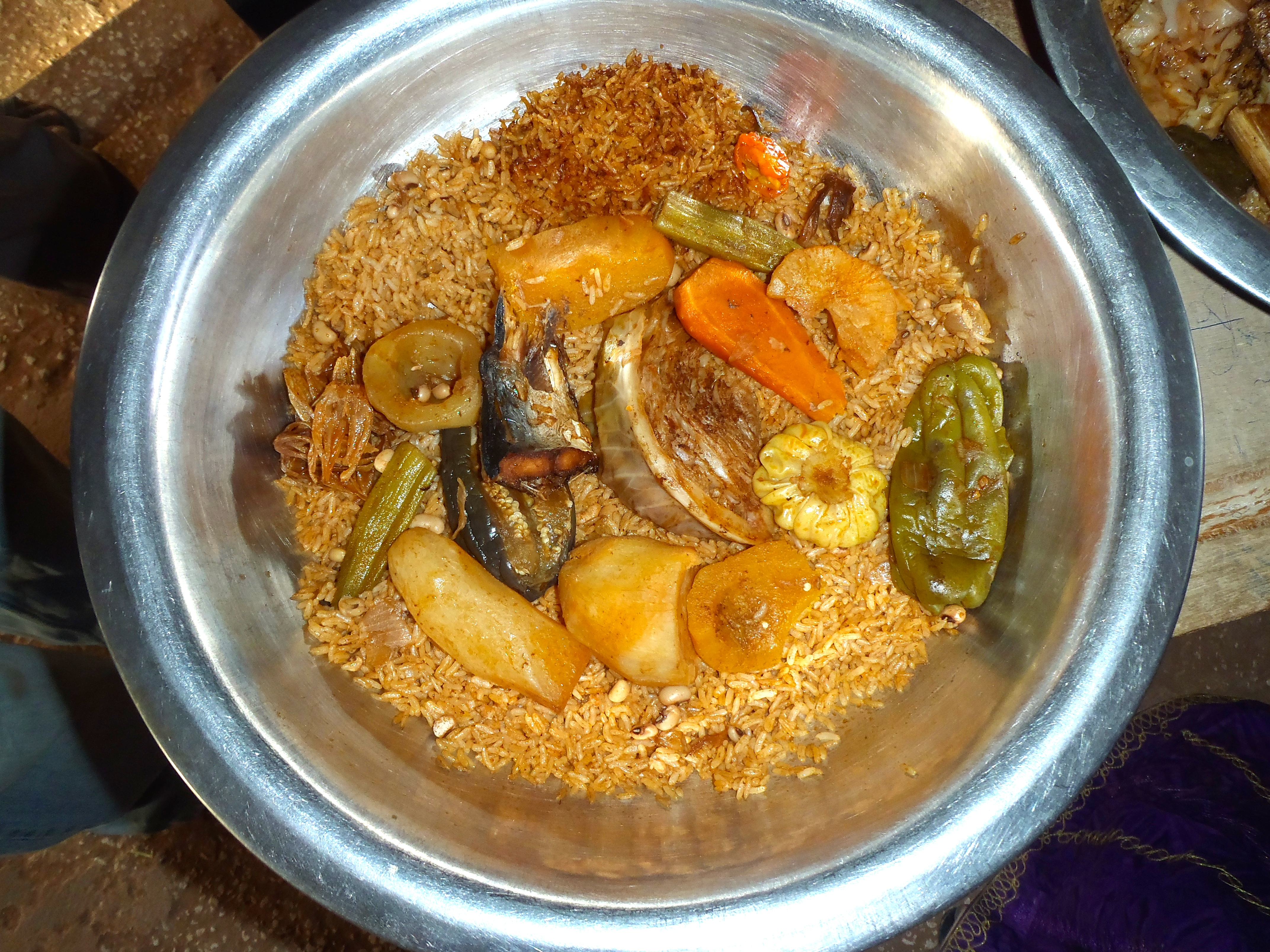
Un Thiéboudienne sénégalais.

Les restaurants sénégalais, ivoiriens et camerounais sont nombreux en France. Les fruits, légumes et condiments africains ayant longtemps été difficiles à trouver en France, la gastronomie africaine ne touche qu'un public limité. Dans les années 1960, il s'agit des migrants travailleurs. Après les années 1980, les restaurants africains se multiplient en région parisienne et font leur apparition en province, mais continuent à toucher majoritairement des descendants de la diaspora,.
La cuisine africaine en France est constituée d'une grande majorité de plats sénégalais et maliens : le mafé, le thiéboudienne et le yassa en particulier, ainsi que le poulet DG. Le cuisinier africain le plus réputé de France est Alexandre Bella Ola, propriétaire du Rio Dos Camaraos en région parisienne,.

#### Cuisine asiatique
La cuisine chinoise trouve sa place en France dès l'exposition universelle de 1889 à Paris, et se démocratise lorsque les Asiatiques sont emmenés en masse en Europe pour remplacer les troupes françaises décimées pendant la Première Guerre mondiale. Les premiers restaurants chinois ouvrent dans les années 1930 ou 1940 pour nourrir les étudiants chinois et les voyageurs, dans le Quartier latin. Sans prétentions gastronomiques, ils proposent des plats du quotidien à bas prix. Le tout premier restaurant chinois en France se trouve rue Royer-Collard, dans le cinquième arrondissement de Paris.
Par besoin de rentabilité, les restaurateurs doivent s'approvisionner auprès d'industriels français et s'accommoder des ingrédients qu'ils y trouvent, adaptant leur menu à ces contraintes d'approvisionnement. La carte se standardise jusqu'aux années 2000 qui voient un regain d'intérêt avec la démocratisation de cuisines d'autres régions d'Asie, la cuisine dite « chinoise » étant jusque-là cantonaise, cambodgienne ou laotienne, bien qu'elle propose aussi bon nombre de spécialités vietnamiennes et thaïlandaises. En France, elle est cependant majoritairement tenue par des personnes d'origine chinoise, bien que l'Asie du Sud-Est soit plus représentée après les vagues de réfugiés des années 1970. Dans les années 2000, avec l'arrivée en France de nouveaux ingrédients auparavant cantonnés au marché asiatique, de nombreux restaurants sichuanais et pékinois voient le jour.
Les deux premiers restaurants chinois gastronomiques de France sont le Chung Fat Lung, ouvert en 1920 rue des Carmes, et le Wan Hua, ouvert en 1921 rue de l'École-de-Médecine. La clientèle y est composée de diplomates, de riches Américains ou Anglais et d'enseignants japonais. En 1990, Chez Chen est le premier restaurant chinois à obtenir une étoile dans le Guide Michelin.
Près de 20 restaurants tibétains ont été fondés en France par la diaspora tibétaine, principalement à Paris. Le premier à ouvrir ses portes en 1988 est le « Tashi Delek », fondé par Tsering Dolkar venue d’Inde en France en 1976 comme étudiante et son cousin Tenzin Gyalpo, à proximité de leur boutique tibétaine « La Route du Tibet », rue des Fossés-Saint-Jacques.

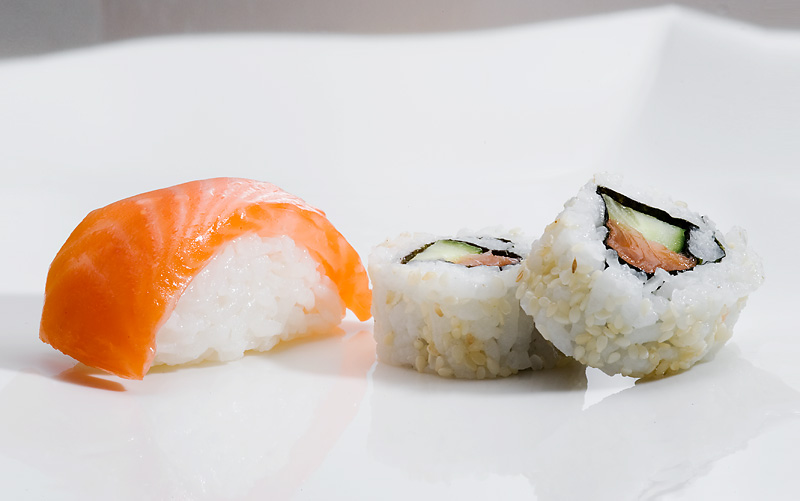
Un sushi nigiri et deux sushis maki.

Au début des années 2000, le sushi fait son apparition dans les restaurants français et de nombreux restaurants spécialisés ouvrent, d'abord en région parisienne puis en province, avec 70 % des restaurants spécialisés situés à Paris en 2011. Il obtient un taux de croissance d'environ 20 à 25 % chaque année. En 2010, la France compte 1 580 restaurants de sushis. En 2011, le chiffre d'affaires du sushi avoisine le milliard et demi d'euros. En 2013, les Français deviennent les plus grands consommateurs de sushis d'Europe et 22 % des Français en commandent au moins une fois par mois. L'essor des sushis ralentit à partir de 2015 en raison de son prix élevé et de la réticence des Français à manger du poisson et de la nourriture crue.

### Place du restaurant dans la vie contemporaine
En 2018, la France compte plus de 780 000 restaurants, ce qui en fait le pays avec le plus de restaurants par habitant dans le monde.
En 2020 et 2021, la pandémie du Covid-19 entraine la fermeture temporaire de tous les restaurants en France.